# Магелланові субполярні ліси
Магелланові субполярні ліси — наземний екорегіон найпівденнішого краю Південної Америки, що вкриває південну частину Чилі і Аргентини (Південна Патагонія і архіпелаг Вогняна Земля) та є частиною Неотропічної екозони. Це тип помірних широколистяних та мішаних лісів, що містить найпівденніші ліси на Землі. Північніше розташовані Вальдивійські ліси і Патагонська пустеля.

## Передмова
Магелланові субполярні ліси розташовані на захід від Анд, які прямують з півночі на південь протягом більшої частини свого перебігу, проте відхиляються на схід на південному краї Південної Америки, що закінчується на архіпелазі Вогняна Земля. Терен цього екорегіону було покрито льодовиками під час останнього льодовикового періоду (Патагонський льодовиковий щит), через це рельєф глибоко розчленований фіордами, з численними островами, затоками і каналами, включаючи Магелланову протоку, що відокремлює Вогняну Землю від материка Південна Америка і якою прямував португальський дослідник Фердинанд Магеллан з Південної Атлантики на південь Тихого океану. На півночі приблизно по 48° південної широти лежить екорегіон Вальдівські дощові ліси помірного поясу, які мають багато спільного з Магеллановими лісам в житті рослин і тварин. На схід лежать сухі помірні луки, савани і чагарники Патагонії, що знаходяться в дощовому сутінку Анд і гір Вогненної Землі.

## Клімат
Анди і гори Вогняної Землі перехоплюють вологі західні вітри, створюючи умови для помірних дощових лісів, в той час як холодна океанічна течія Гумбольдта, яка прямує вздовж західного узбережжя Південної Америки, а також холодна Антарктична циркумполярна течія, яка прямує із заходу на схід через Південний океан, тримає екорегіон Магелланових лісів прохолодним і вологим. Середні температури за рік варіюється від 6° C на півночі до +3° C на півдні. Опади випадають протягом всього року, взимку переважно у вигляді мокрого снігу, влітку — дощі (рідко сніг), їх кількість різниться до 4000 мм на заході і близько 500 мм на сході. Вельми частий туман.
Площа лісів близько 150 тис. км². Клімат вологий морський, з прохолодним літом (близько +10° С), але м'якою зимою (близько 0° С).
Значну площу через сильні вітрів займає криволісся.

## Флора
Типові представники флори — майтенус магелланський, південноамериканські види нотофагус, дріміс Вінтера (Drimys winteri), Misodendrum punctulatum, пільгеродендрон, а також суниця чилійська (Fragaria chiloensis) і барбарис самшитолистий.
Екорегіон Магелланові субполярні ліси має три основних рослинних співтовариства: Магелланові болота, Магелланові вічнозелені дощові ліси і Магелланові листяні ліси.
Магелланові болота розташовані на заході екорегіону, де вплив океану найсильніших. Велика кількість опадів до 5000 мм/рік, низькі температури, сильні вітри, погані умови дренажу і скельний ґрунт призводить до заболочування терену. Фауна боліт складається з мозаїки низькорослих рослини, в тому числі карликові чагарники і криволісся, рослини-подушки, трави і мохи. У більш захищених районах, зустрічаються невеликі острівці вічнозеленого лісу, що складається з видів Nothofagus betuloides, Drimys winteri, Lepidothamnus fonkii і Pilgerodendron uviferum.
Далі від океану, на теренах з помірнішим кліматом, що мають менший вплив океанічного вітру і дощу, болотиста місцевість поступається Магеллановим вічнозеленим дощовим лісам, що головним чином складаються з Nothofagus betuloides, а також Drimys winteri і Pilgerodendron uviferum, а іноді Embothrium coccineum і Maytenus magellanica. У найспрятливіших місцях зустрічаються чагарники. На скелястих, і погано дренованих ділянках, зустрічається Nothofagus antarctica.
Далі на схід, де кількість опадів зменшується до 800–850 мм/рік, Nothofagus betuloides стає менш домінуючим, змінюючись на Nothofagus Pumilio при переході до спільноти листяний ліс. Магелланові листяні ліси головним чином складаються з Nothofagus pumilio і Nothofagus antarctica. Далі на схід де починається дощовий сутінок, ліси зникають, переходячи в екорегіон сухі луки Патагонії.

## Фауна
Фауна представлена найменшим у світі оленем пуду, південною видрою (Lontra provocax), в північній частині зустрічається пума. З птахів мешкають магелланський дятел (Campephilus magellanicus), патагонський вівсянчик (Phrygilus patagonicus), патагонський співочий пересмішник (Mimus patagonicus). На узбережжі — типові морські птахи: чайки, буревісники, альбатроси, крячки, пінгвіни.

## Національні парки
На території Магелланових лісів в Аргентині і Чилі створено понад десяток національних парків і охоронюваних зон.

### Аргентина
- Національний парк Лос-Гласьярес
- Національний парк Вогняна Земля

### Чилі
- Національний заповідник Каталаліксар (Katalalixar National Reserve[en])
- Національний парк Бернардо О'Хіггінс (Bernardo O'Higgins National Park[en])
- Національний парк Торрес-дель-Пайне
- Національний заповідник Алакалуфес (Alacalufes National Reserve[en])
- Національний парк Альберто-де-Агостіні (Alberto de Agostini National Park[en])
- Національний парк Мис Горн (Cabo de Hornos National Park[en])